# Vanderlei
Vanderlei José Alves, né le 29 octobre 1978 à Lauro Müller (Brésil), est un footballeur brésilien, qui évolue au poste d'attaquant.

## Biographie
Vanderlei termine meilleur buteur du championnat du Brésil de Série B lors de l'année 2006 en inscrivant 20 buts.
Il est alors transféré vers le Clube Atlético Mineiro.
Avec l'Atlético Mineiro, il remporte le championnat du Minas Gerais en 2007 et dispute un total de 31 matchs en 1re division brésilienne, inscrivant 6 buts.
Vanderlei est ensuite transféré vers le club de Botofago, où il dispute 4 matchs en 1re division brésilienne.
En 2008, il s'exile à l'União Leiria, en 2e division portugaise, puis revient jouer dans son pays natal à l'issue de la saison.